# Sørlandets football liga 2004
La Sørlandets football liga 2004 è stata la 1ª edizione dell'omonimo torneo di football americano di primo livello, indipendente dalla NAIF.

## Squadre partecipanti
| Club             | Città        | Stadio | Sponsor ufficiale |
| ---------------- | ------------ | ------ | ----------------- |
| Arendal Wildcats | Arendal      |        |                   |
| Ganddal Giants   | Sandnes      |        |                   |
| Otra Raiders     | Kristiansand |        |                   |
| Søgne Stallions  | Søgne        |        |                   |

## Stagione regolare

### Calendario

#### 1ª giornata
| Kristiansand 20-21 marzo 2004 | Otra Raiders | 0 – 35 referto | Ganddal Giants |  |

| Kristiansand 20-21 marzo 2004 | Søgne Stallions | 7 – 42 | Arendal Wildcats |  |

#### 2ª giornata
| Kristiansand 27-28 marzo 2004 | Otra Raiders | 7 – 28 | Arendal Wildcats |  |

| Kristiansand 27-28 marzo 2004 | Søgne Stallions | 0 – 28 referto | Ganddal Giants |  |

#### 3ª giornata
| Sandnes 3-4 aprile 2004 | Søgne Stallions | 28 – 14 | Otra Raiders |  |

| Sandnes 3-4 aprile 2004 | Arendal Wildcats | 14 – 21 referto | Ganddal Giants |  |

#### 4ª giornata
| Sandnes 17-18 aprile 2004 | Søgne Stallions | 7 – 21 | Arendal Wildcats |  |

| Sandnes 17-18 aprile 2004 | Ganddal Giants | 21 – 7 referto | Otra Raiders |  |

#### 5ª giornata
| Søgne 24-25 aprile 2004 | Søgne Stallions | 0 – 42 referto | Ganddal Giants |  |

| Søgne 24-25 aprile 2004 | Arendal Wildcats | 14 – 7 | Otra Raiders |  |

#### 6ª giornata
| Søgne 2 maggio 2004 | Arendal Wildcats | 0 – 35 referto | Ganddal Giants |  |

| Søgne 2 maggio 2004 | Otra Raiders | 21 – 7 | Søgne Stallions |  |

### Classifica
La classifica è la seguente:
- PCT = percentuale di vittorie, G = partite giocate, V = partite vinte,  P = partite perse, PF = punti fatti, PS = punti subiti

| Pos. | Squadra          | PCT   | G | V | N | P | PF  | PS  |
| ---- | ---------------- | ----- | - | - | - | - | --- | --- |
| 1    | Ganddal Giants   | 1.000 | 6 | 6 | 0 | 0 | 182 | 21  |
| 2    | Otra Raiders     | .667  | 6 | 4 | 0 | 2 | 119 | 84  |
| 3    | Arendal Wildcats | .167  | 6 | 1 | 0 | 5 | 56  | 133 |
| 4    | Søgne Stallions  | .167  | 6 | 1 | 0 | 5 | 49  | 168 |

## Verdetti
- Ganddal Giants Campioni della Sørlandets football liga 2004

## All Star Game
L'8 maggio a Kristiansand si è giocato l'All Star Game della Lega, tra le rappresentative Est (formata di giocatori degli Otra Raiders e degli Arendal Wildcats) e Ovest (formata di giocatori dei Søgne Stallions e dei Ganddal Giants)
| Kristiansand 8 maggio 2004 | Est | 0 – 28 referto | Ovest |  |